# Ain (ster)
Ain (epsilon Tauri) is een ster in het sterrenbeeld Stier (Taurus). Van deze ster is bekend dat deze een planeet heeft; waarschijnlijk een gasreus: Epsilon Tauri b.
De ster maakt deel uit van de sterrenhoop Hyaden. Zij ligt nabij de ecliptica en kan dus bedekt worden door de Maan.
De naam Ain van deze ster, evenals de alternatieve naam Oculus Boreus, betekent oog en komt tot ons vanuit het Arabisch.